# Sulaco
Sulaco è un comune dell'Honduras facente parte del dipartimento di Yoro.
Il comune risulta come entità autonoma già nel censimento del 1791.